# 赤鹿理
赤鹿 理（あかしか ただし、1888年（明治21年）7月4日 - 1958年（昭和33年）8月15日）は、大日本帝国陸軍軍人。最終階級は陸軍中将。

## 経歴
1888年（明治21年）に兵庫県で生まれた。陸軍士官学校第22期卒業。1937年（昭和12年）1月7日に陸軍士官学校学生隊長に就任し、3月1日に陸軍歩兵大佐に進級した。8月2日に陸軍予科士官学校学生隊長に転じ、11月24日には歩兵第48連隊長に就任した。
1939年（昭和14年）8月1日に陸軍少将進級と同時に第15歩兵団長（第13軍・第15師団）に着任し日中戦争に出動。南京警備のため、蕪湖に駐屯し、治安維持に注力した。1941年（昭和16年）11月に独立混成第13旅団長（第13軍）に転じ、新四軍を相手とする戦闘で苦戦した。1942年（昭和17年）8月17日に陸軍中将に進級し、第13師団長（第11軍）に親補された。1945年（昭和20年）1月20日には第4国境守備隊を基に編成された第122師団長（関東軍・第1方面軍）に親補された。
1948年（昭和23年）1月31日、公職追放仮指定を受けた。